# Ferula amanicola
Ferula amanicola är en flockblommig växtart som beskrevs av Hub.-mor. och Pes$emen. Ferula amanicola ingår i släktet stinkflokesläktet, och familjen flockblommiga växter. Inga underarter finns listade i Catalogue of Life.